# Давид Дако
Давид Дако (24 березня 1930 , Bouchiad, Убангі-Шарі, Французька Екваторіальна Африка  — 20 листопада 2003 , Яунде ) — політичний діяч, перший президент ЦАР.

## Життєпис
Народився 24 березня 1930 р. За етнічною належністю — мбака. Народився у сім'ї дрібного землевласника. Закінчив педагогічне училище в Муйондзі (Середнє Конго). На початку 1950-х років вступив у партію Рух соціальної еволюції Чорної Африки (МЕСАН). У 1957 р. обраний у Територіяльну асамблею Убангі-Шарі. В 1957—1958 — міністр сільського господарства, вод, лісів і мисливства Убангі-Шарі, в 1958—1959 — міністр внутрішніх справ, економіки і торгівлі, з 1959 р. — прем'єр-міністр автономної ЦАР. В 1960—1965 рр. — президент і прем'єр-міністр ЦАР, одночасно — голова МЕСАН. У результаті державного перевороту 1 січня 1966 р. усунений від влади, в 1969—1976 рр. перебував під домашнім арештом. У грудні 1976 — вересні 1979 — особистий радник імператора Центральної Африки Бокасси І. В 1979—1981 знову президент ЦАР після усунення Бокасси. У березні 1981 р. знову усунений від влади в результаті перевороту. Помер 20 листопада 2003 р. в Камеруні.